# Trygonoptera imitata
Trygonoptera imitata é uma espécie de peixe da família Urolophidae. A espécie foi proposta em 1994 como "Trygonoptera sp. nov. B", sendo descrita formalmente apenas em 2008.
É endémica da Austrália, onde pode ser encontrado da Baía Jervis, na Nova Galês do Sul, até Beachport e provavelmente Golfo de St Vincent, na Austrália Meridional. Os seus habitats naturais são: mar aberto e mar costeiro. 